# Martha Christina Tiahahu
Martha Christina Tiahahu (Nusa Laut, 4 januari 1800 - Bandazee, 2 januari 1818) was een Molukse vrijheidsstrijder, die in 1817 deelnam aan de Molukse opstand tegen de Nederlanders onder Pattimura. Zij stierf in Nederlandse gevangenschap 2 dagen voor haar 18e verjaardag. In 1969 werd zij geëerd met de titel van Nationale held van Indonesië. Zij is in het bijzonder ook een heldin van de Molukse gemeenschap in Nederland.

## Biografie
Van het leven van Tiahahu is weinig bekend. Zij werd geboren in het dorp Abubu op het eiland Nusa Laut en was een dochter van het dorpshoofd Paulus Tiahahu. Haar moeder Sina stierf toen Martha nog jong was. Met haar vader was Martha Tiahahu aanwezig op een bijeenkomst op 14 mei 1817 op Saparua met Pattimura, de leider van de opstand tegen het Nederlandse gezag. Hoewel Paulus Tiahahu zijn dochter aanvankelijk had verboden mee te gaan had hij haar niet kunnen weerhouden. Toen Paulus Tiahahu zich aansloot bij de opstand mocht Martha hem met toestemming van Pattimura als "wapendraagster" vergezellen.
De eerste gebeurtenis waarbij Martha Tiahahu en haar vader betrokken waren, was de verovering van het blokhuis Beverwijk op de noordhoek van het nabijgelegen eiland Nusa Laut. Hierbij zouden ze bijna alle Nederlandse soldaten hebben gedood. Volgens Zacharia nam Tiahahu heldhaftig deel aan de gevechten. Tijdens de gevechten zou ze de soldaten met stenen hebben bekogeld. Ook zou zij een steen hebben gegooid naar de KNIL-commandant Ferdinand Vermeulen Krieger die haar en haar vader gevangen zou nemen. Ze werd met de andere opstandelingen gevangen gezet op het schip de Admiraal Evertsen, dat onder bevel stond van Quirijn Maurits Rudolph Ver Huell. Haar vader werd geëxecuteerd bij het blokhuis Beverwijk. Martha Christina Tiahahu werd vrijgesproken, omdat ze te jong was. Volgens het verslag van Ver Huell zou ze bij de executie van haar vader "met vaste schreden" zijn teruggaan en "geen traan ontvlood haar oog".. Van Ver Huell zijn summiere aantekeningen bewaard gebleven over zijn gevangene en een portrettekening (die hijzelf overigens niet geslaagd achtte).
Marthe Tiahahu werd aan boord van het schip van Ver Huell naar Java gestuurd voor een toekomst als slavin. Aan boord werd ze ziek, maar wees het aanbod van voedsel en medicijnen af. Ze overleed aan boord op 2 januari 1818 en kreeg een zeemansgraf in de Bandazee.

## Nationale held

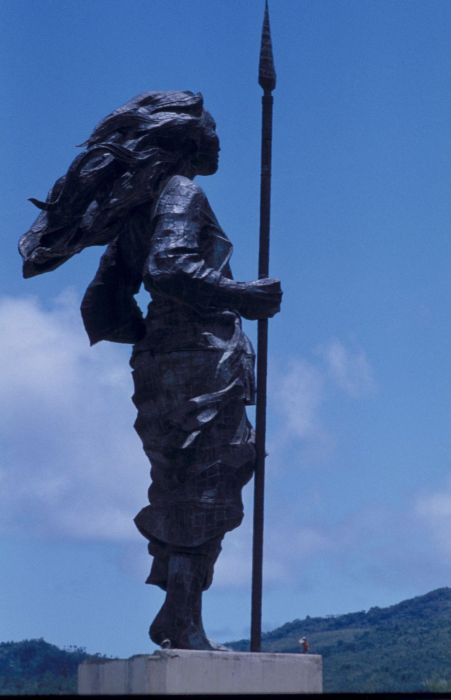
Het standbeeld van Tiahahu in Ambon

Martha Christina Tiahahu werd in 1969 tot Nationale held van Indonesië uitgeroepen.
Op dat moment bestond er geen biografie van haar, In 1970 werd de Ambonese geschiedenisdocent F. Hitipeuw gevraagd haar biografie te schrijven. In 1981 volgde een meer wetenschappelijke biografie van Tiahahu van de hand van historica L.J.H. Zacharia.
In 1977 werd er een standbeeld voor haar opgericht in Ambon en ze kreeg ook een standbeeld in haar geboortedorp Abubu op Nusa Laut.
In Wierden is een straat naar haar vernoemd in de Molukse wijk, de Marthe C. Tiahahustraat. In Apeldoorn is een stichting Martha Christina Tiahahu Foundation.